# 狭叶白蝶兰
狭叶白蝶兰（學名：Pecteilis radiata），又名鷺草、日本鷺草、鷺蘭、狭叶白蝶花，属兰科白蝶兰属。其花的形狀似白鷺展翅飛翔的，故得其名。每年7－9月开白色花，花梗20－50公分高，有地下茎。自然分佈地區包括台灣、朝鮮半島、日本。由于日本鷺草十分美丽，故人为采摘过多造成数量急剧减少，目前已经屬於瀕臨絕種的植物。
模式标本采自日本。

## 特征

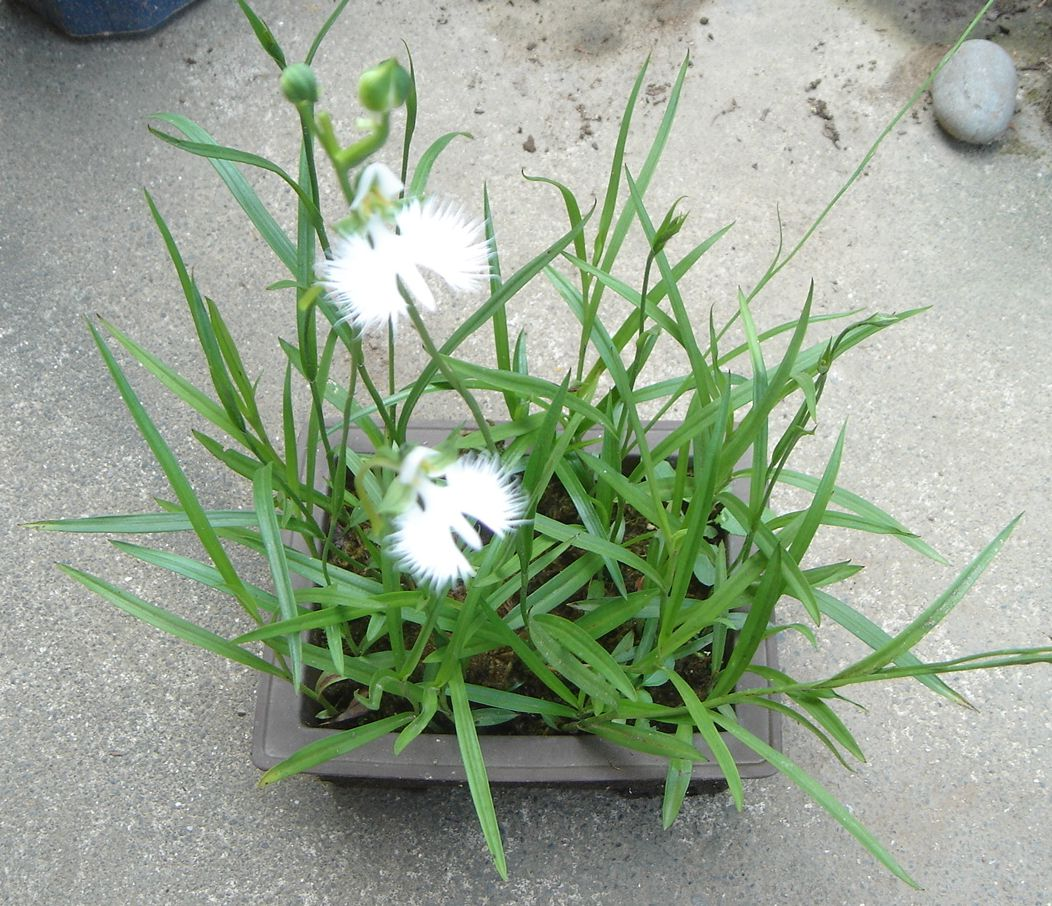